# Partidul Noua Generație-Creștin Democrat
Partidul Noua Generație-Creștin Democrat (fost Partidul Noua Generație, prescurtat PNG-CD) a fost un partid politic de dreapta, creștin, naționalist, european, din familia europeană a partidelor populare, creștin-democrate, conservatoare. În centrul doctrinei sale se află concepția creștină despre om, valorile și principiile creștin-democrației europene (libertatea, responsabilitatea, egalitatea, dreptatea, solidaritatea, subsidiaritatea, securitatea socială, dezvoltarea durabilă). Conform doctrinei, obiectivul strategic al PNG-CD este renașterea morală, spirituală și creștină a națiunii române.
Partidul Noua Generație a fost înființat la 20 martie 1999 de către un grup de 17 tineri licențiați în științe politice și juridice, al căror demers a vizat crearea unui partid care să reprezinte interesele tinerei generații.
Partidul era condus la acel moment de fostul țărănist Viorel Lis.
Ca însemn electoral, partidul avea o inimă.
Lis a renunțat la partid în noiembrie 2000.
De două ori în istoria sa partidul lui Lis a apelat la metoda anunțului la mica publicitate pentru a căuta candidați la alegerile locale, și în 2000 și în 2003.
La 10 ianuarie 2004, președinția partidului a fost preluată de la Ioan Olteanu de George Becali, finanțator al clubului de fotbal FC Steaua București. Începând din aprilie 2006, formațiunea condusă de George Becali și-a schimbat denumirea în Partidul Noua Generație-Creștin Democrat.
Dacă la alegerile legislative din 2004, scorul electoral a fost de 2,4%, doi ani și jumătate, la alegerile parlamentare din 30 noiembrie 2008, partidul a obținut 2,27% din voturile exprimate pentru membrii Camerei Deputaților și 2,53% din voturile exprimate pentru membrii Senatului.

## Conducere
- George Becali – Președinte
- Raul Volcinschi (d. 2011)[7] – Președinte Senat
- Pompiliu Manea – Prim-vicepreședinte
- Cătălin Dancu –  Secretar General
- Helmuth Duckadam – Vicepreședinte
- Virgil Becali – Vicepreședinte
- Nicolae Trache – Vicepreședinte
- Mariana Becheanu – Vicepreședinte
- Ioan Codorean – Vicepreședinte
- Anișoara Mircea – Vicepreședinte
- Gheorghe Alexa – Vicepreședinte
- Doru Borșan – Vicepreședinte
- Narcis Godeanu – Vicepreședinte
- Daniel Fuciu (n. 1972)[8] – Vicepreședinte
- Marian Oprea – Vicepreședinte